# Kazuhiko Chiba
Kazuhiko Chiba (Kushiro, prefectura de Hokkaido, Japó, 21 de juny de 1985) és un futbolista japonès. Va disputar 1 partits amb la selecció del Japó.